# Nohant-en-Graçay
Nohant-en-Graçay är en kommun i departementet Cher i regionen Centre-Val de Loire i de centrala delarna av Frankrike. Kommunen ligger  i kantonen Graçay som tillhör arrondissementet Vierzon. År 2022 hade Nohant-en-Graçay 292 invånare.

## Befolkningsutveckling
Antalet invånare i kommunen Nohant-en-Graçay
Referens:INSEE